# Spergularia purpurea
Spergularia purpurea är en nejlikväxtart som först beskrevs av Christiaan Hendrik Persoon, och fick sitt nu gällande namn av G. Don fil. Enligt Catalogue of Life ingår Spergularia purpurea i släktet rödnarvar och familjen nejlikväxter, men enligt Dyntaxa är tillhörigheten istället släktet rödnarvar och familjen nejlikväxter. Arten har ej påträffats i Sverige. Inga underarter finns listade i Catalogue of Life.
Blomman är rödlila.

## Bildgalleri

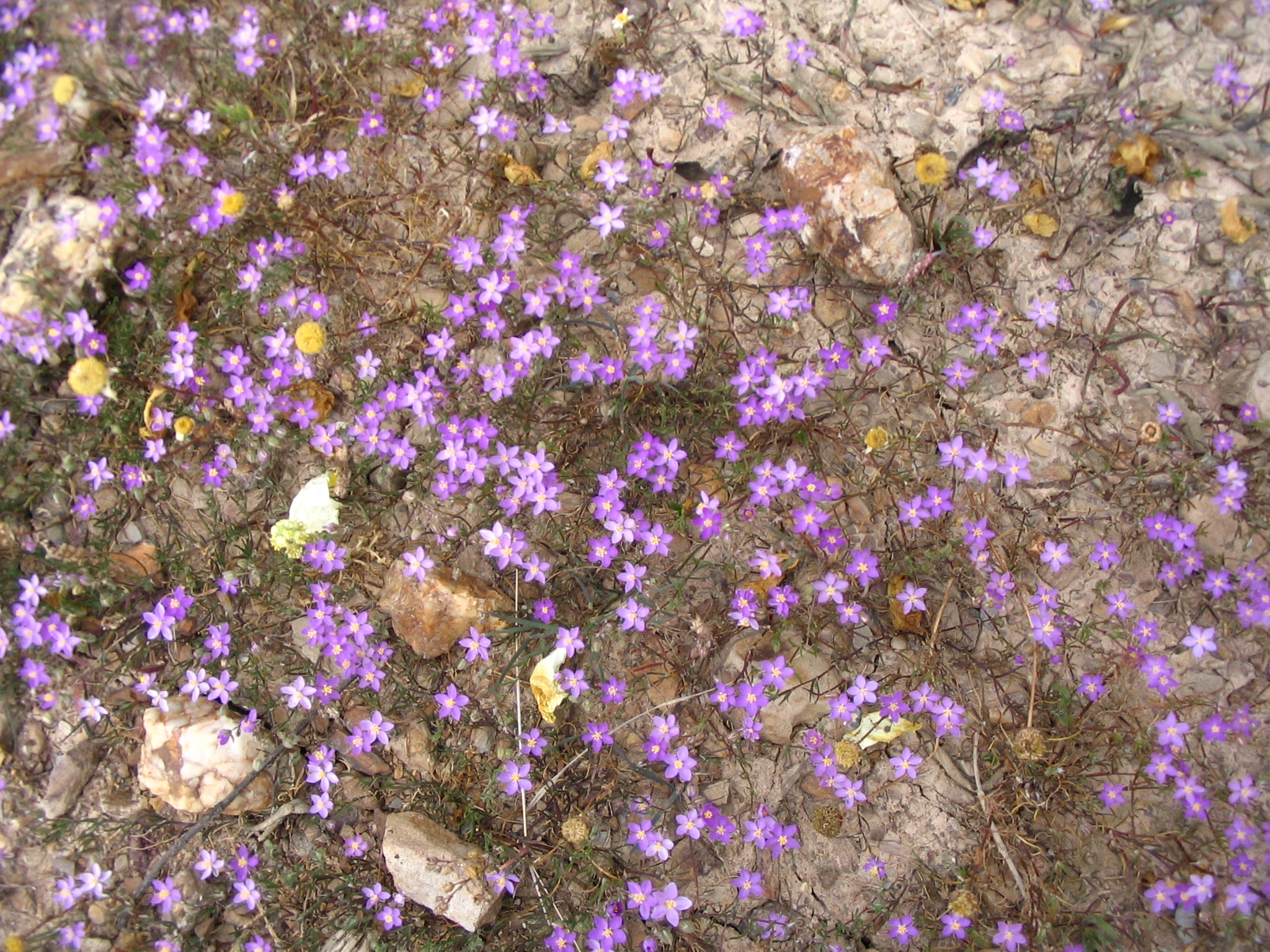